# Rozdziele (Tatry)
Rozdziele (słow. Javorová škára, niem. Krotenseescharte, węg. Varangyostavi-csorba) – głęboka, wąska przełęcz w głównej grani Tatr położona na wysokości 2296 m n.p.m., pomiędzy Małym Jaworowym Szczytem (Malý Javorový štít, 2388 m) a Jaworowym Szczytem (Javorový štít, 2418 m), a dokładnie jego zachodnim wierzchołkiem, Pośrednim Jaworowym Szczytem (Prostredný Javorový štít). Po północnej stronie przełęczy znajduje się Dolina Zadnia Jaworowa (Zadná Javorová dolina), a po południowej – Dolina Staroleśna (Veľká Studená dolina).
Na przełęcz nie wyprowadza żaden szlak turystyczny, przejście przez nią nie ma również większego znaczenia dla taterników.
Pierwsze znane wejścia:
- latem – Gyula Komarnicki i Alfred Martin, 30 sierpnia 1908 r.,
- zimą – Zbigniew Korosadowicz, 31 marca 1946 r.